# آنها ممکن است غول باشند (فیلم)
آن‌ها ممکن است غول باشند (انگلیسی: They Might Be Giants) فیلمی در ژانر جنایی، کمدی رمانتیک و معمایی به کارگردانی آنتونی هاروی است که در سال ۱۹۷۱ منتشر شد. از بازیگران آن می‌توان به جرج سی. اسکات، جوآن وودوارد، ال لویس، جک گیلفورد و رو مک‌کلاناهان اشاره‌کرد.